# Арапы
Арапы — деревня в Опочецком районе Псковской области России. Входит в состав Макушинской волости Опочецкого района.
Расположена в 17 км к западу от города Опочка, у реки Исса.
Численность населения по состоянию на 2000 год составляла 31 житель, на 2012 год - 33 жителя.
До 2006 года входила в состав Петровской волости с центром в д. Макушино.